# Probatorio
In diritto, per probatorio s'intende la prova giuridica della proprietà. Nel linguaggio giuridico, probativo, che costituisce una prova.

## Nel catasto
Il catasto italiano è in gran parte "non probatorio"; in realtà alcune zone nord-orientali del paese hanno il sistema catastale tavolare asburgico.
"Non probatorio" vuol dire che non dà prova legale circa il proprietario del fondo. Il catasto italiano è anche variegato perché unione di più catasti. L'unione si è avuta nel 1861 con l'unità d'Italia. In quei tempi i territori dell'Italia nord-orientale erano sotto l'Impero austro-ungarico, che adottava un catasto probatorio.